# Clemenceau (PA 28)
«Клемансо» (фр. Clemenceau) або проєкт PA-28 (фр. Porte-avions 28) — проєкт французького легкого авіаносця кінця 1940-х років.

## Історія
Проєкт легкого французького авіаносця, який мав отримати назву «Клемансо», була схвалена у серпні 1947 року. Будівництво корабля планувалось у Бресті.
Подібно до довоєнного проєкту авіаносців типу «Жоффр», ангар та польотна палуба були зміщені уліво відносно діаметральної площини корабля. Ангар мав розміри 164 x 24 м; з нього літаки піднімались на польотну палубу двома ліфтами (15 x 10 м) вантажопідйомністю 12 т.
Авіаносець мав бути обладнаний двома катапультами та 7 аерофінішерами.
Силова установка складалась 4 котлів та 2 парових турбін типу Parsons загальною потужністю 105 000 к.с., що мало забезпечувати максимальну швидкість 32 вузли.
Озброєння складалось з 8 здвоєних 100-мм гармат, розміщених по кутах корабля, та 8 здвоєних 57-мм гармат, з яких по 3 пари були розміщені посередині корабля, і по одній парі розміщувалось ан відкритих кінцях корабля.
Авіаносець розроблявся під нові літаки. На ньому планувалось розмістити бомбардувальники-торпедоносці SNCAC NC.1070 та винищувачі SE582. 
Проте через брак коштів на будівництво авіаносця у 1950 році проєкт PA-28 був скасований.